# Campionato italiano femminile di hockey su ghiaccio 1990-1991
Il campionato italiano femminile di hockey su ghiaccio 1990-91 fu il primo in Italia, voluto dall'allora presidente FISG, Luciano Rimoldi

## Formula
Le squadre iscritte furono 8, divise in due gironi.
- Girone orientale: Agordo Femminile, Alleghe Femminile, Cencenighe e Feltre
- Girone occidentale: Bergamo, Como, Milano, Varese

Le prime due di ogni girone accedevano ad una final four a Feltre, con semifinali e finali in gara unica e sulla distanza dei tre tempi da 15 minuti.
Nel girone orientale si qualificarono Alleghe e Feltre, in quello occidentale Como e Varese.

## Semifinali
```
16 marzo 
1991

Como - Alleghe   1-6
Feltre - Varese  5-1
```

## Finali

### 3º/4º posto
```
17 marzo 
1991

Como - Varese    3-0
```

### 1º/2º posto
```
17 marzo 
1991

Alleghe - Feltre 1-0
```

L'Alleghe Femminile vince per la prima volta il titolo italiano.